# Jánkmajtis
Jánkmajtis is een plaats (község) en gemeente in het Hongaarse comitaat Szabolcs-Szatmár-Bereg. Jánkmajtis telt 1732 inwoners (2001).